# Nova Pazova

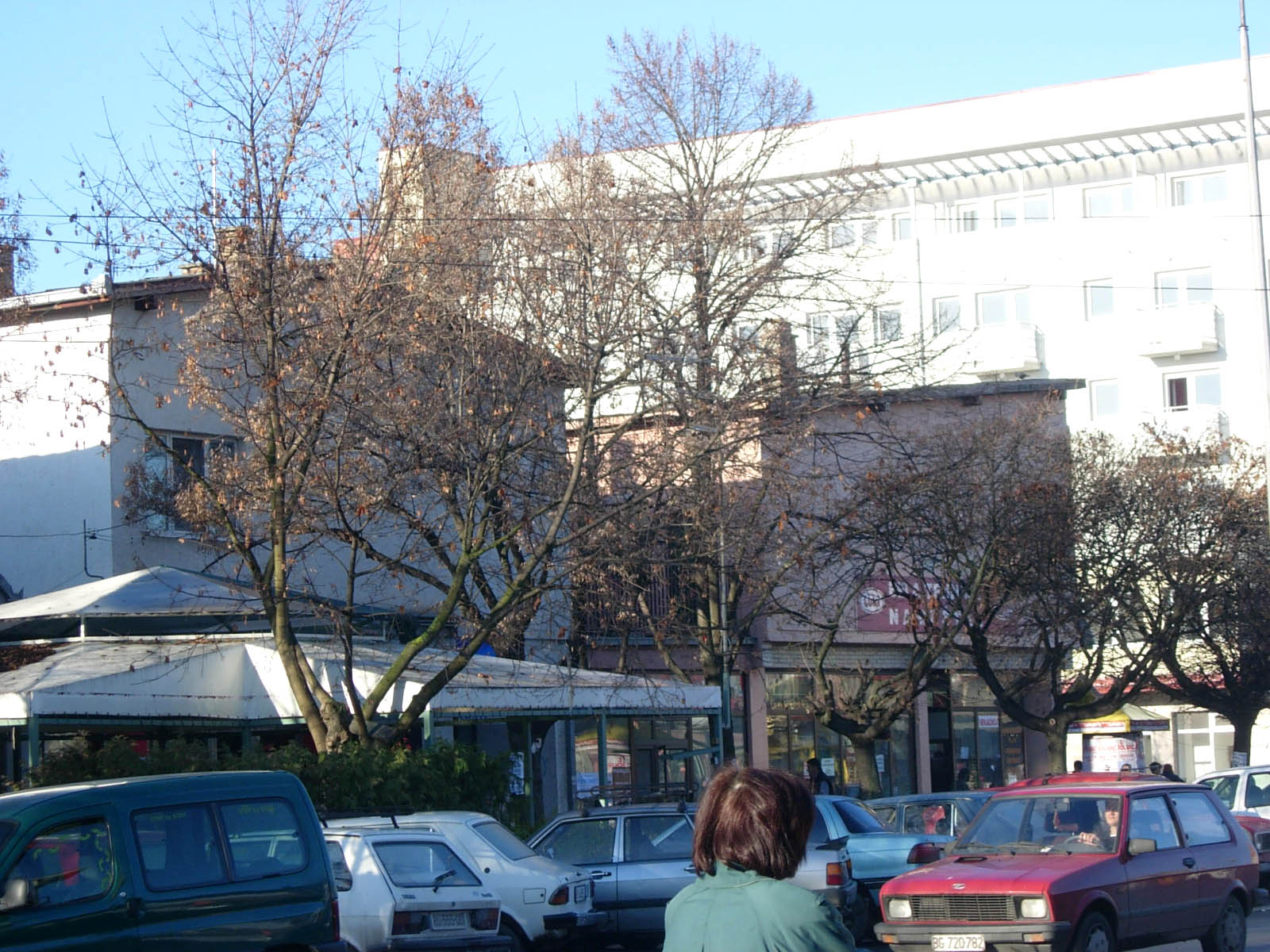
Gata i Nova Pazova.

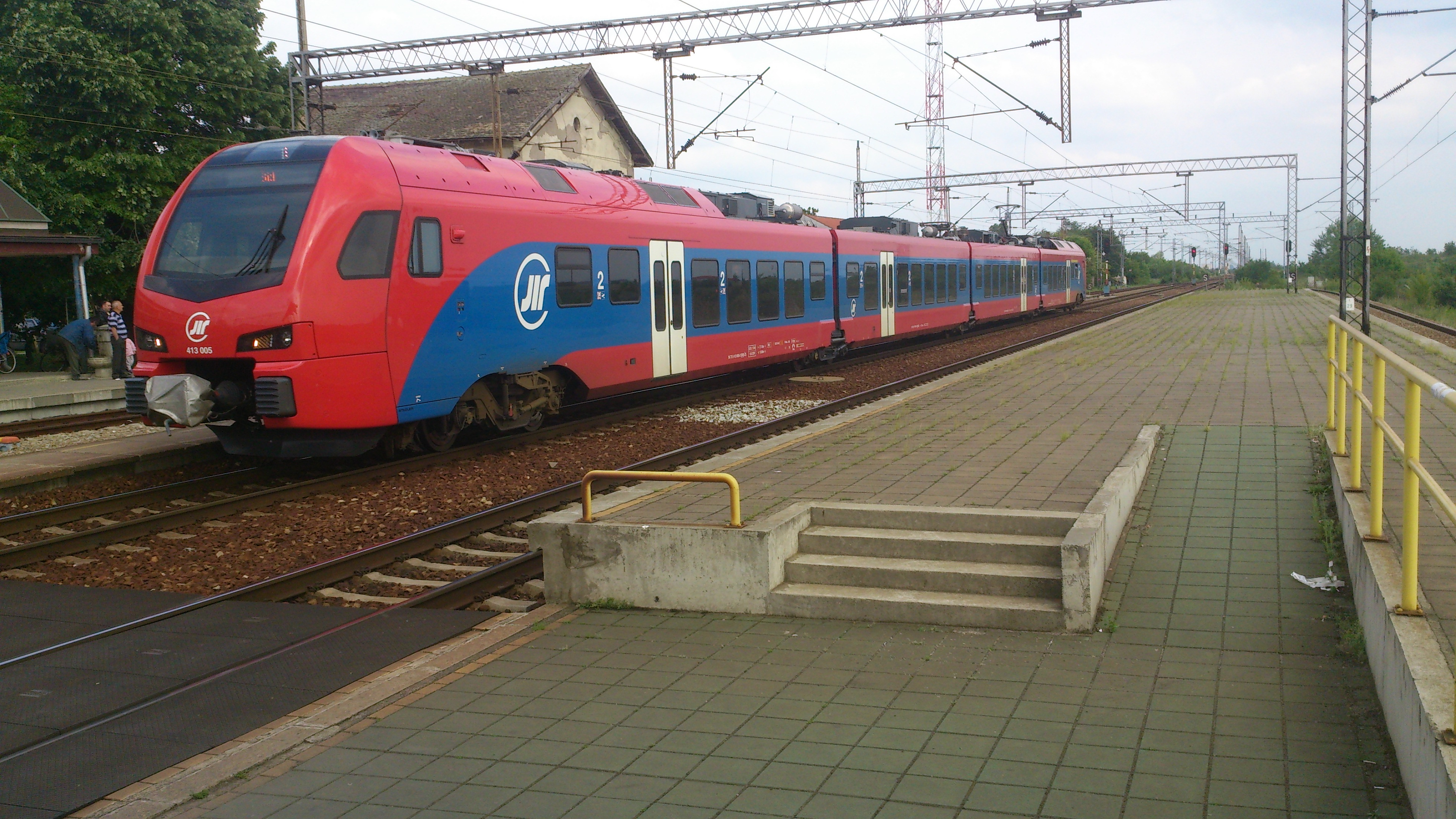
Järnvägsstationen i Nova Pazova

Nova Pazova (serbisk kyrilliska: Нова Пазова) är en stad i området Srem i den norra serbiska provinsen Vojvodina. Staden ligger 25 kilometer nordväst om Serbiens huvudstad Belgrad och har 18 000 invånare.